# Sword Gai
Sword Gai (яп. ソードガイ Со:до Гай) — манга, созданная Тосики Иноуэ по сценарию Восаму Кинэ с дизайном персонажей Кэйты Амэмия. Она выходила с 2012 по 2015 год. С 2016 по 2019 год выходил её сиквел — Sword Gai Evolve.
Аниме-адаптация манги под названием Swordgai: The Animation была выпущена на Netflix 23 марта 2018 года и состояла из 12 серий. Вторая часть аниме вышла 30 июля 2018 года.

## Сюжет
Иногда оружие начинает жить своей жизнью, и тогда оно может слиться с избранным человеком. В таком случае человека обуревает жажда крови. Если он может удержаться от убийства, то такой человек получит сверхчеловеческую силу. Таких людей называют «хризалидами». Если сила проклятого оружия поглотит человека, то он станет бездумной машиной убийств — «бусома».
Однажды ритуал, который должен был усмирить жажду крови демонического меча Сирю, пошёл не так, как задумывался. Один из присутствовавших взял меч в руки, сошел с ума от жажды крови и отправился убивать людей вокруг. Стоило ему на мгновение прийти в себя и уронить меч, как его подобрала беременная женщина, чьего мужа он только что убил, жаждущая мести. После первого убийства ей тоже с трудом удается сдерживать жажду крови. Позже Амон Огата, кузнец, находит в лесу ее повешенной, а рядом плачущего ребёнка, крепко ухватившегося за меч Сирю. Он берёт его к себе.
Проходит много лет и Гай, так называет найденного мальчика Амон, становится подмастерьем кузнеца, но не может отвести глаз от Сирю. В ходе очередной церемонии по усмирению меча, пошедшей не по плану, Гай теряет руку. Амон перековывает Сирю, делая из меча металлический протез. Теперь связь Гая с мечом становится только крепче, в его руках оказывается демоническая сила и судьба человечества.
Сёсидай — одна из организаций, занимающихся охотой на проклятое оружие, используя хризалидов для сражений с бусомами.

## Персонажи
- Гай Огата (яп. 緒方 凱 Огата Гай) — главный герой, с рождения связанный с демоническим мечом Сирю. После потери руки получил протез, в который был перекован меч. Этот протез делает его похожим на Эдварда Элрика, главного героя «Стального алхимика»[4].

Сэйю: Юто Уэмура
- Сэйя Итидзё (яп. 一条晴也 Итидзё: Сэйя) — сильнейший из хризалидов в распоряжении Сёсидай. Его оружие — шакрам, по легендам обладающий божественной силой Вишну. Его последний сон продлился 16 лет, последней миссией была добыча Золтгевинна для организации.

Сэйю: Юитиро Умэхара
- Саяка Огата (яп. 緒方 さやか Огата Саяка) — дочь Амона, исполняющая также роль жрицы в проводимых в его доме ритуалах.

Сэйю: Юка Айсака
- Амон Огата (яп. 緒方 亜門 Огата Амон) — мастер-кузнец, а также отец Саяки и приёмный отец Гая.

Сэйю: Дзёдзи Наката
- Наоки Мики (яп. 三木 直樹 Мики Наоки) — хризалид, использующий электрический меч Фаллгон.

Сэйю: Томокадзу Сугита
- Маркус Литос (яп. マーカス・リートス Ма:касу Ри:тосу) — хризалид, получивший меч Азот. Он надеялся с его помощью снова начать ходить после аварии. Так и вышло, но только меч не был просто лекарством.

Сэйю: Хиро Симоно
- Такума Миура (яп. 三浦 琢磨 Миура Такума) — бывший администратор Сёсидай, ставший бусомой и владельцем Золтгевинна.

Сэйю: Тосихико Сэки
- Кёка Кагами (яп. 鏡 京香 Кагами Кё:ка)

Сэйю: Рина Сато
- Гриммс (яп. グリムス Гуримусу)

Сэйю: Такая Курода

## Медиа

### Манга
Публикация манги началась в сэйнэн-журнале Hero’s издательства Shogakukan в 2012 году. Всего вышло 6 томов и выпуск завершился в 2015 году. Продолжение манги — Sword Gai Evolve (яп. ソードガイ エヴォルヴ  Со:до Гай Evolve) — начало выходить в том же журнале с 2016 года. В апрельском номере 2019 года было объявлено, что манга будет завершена через 2 главы.

### Аниме
Изначально аниме-версия разрабатывалась DLE и Fields и должна была быть показана в апреле 2016 года, но выпуск был отложен на неопределенное время, пока Netflix не запустил сериал в своем сервисе по всему миру 23 марта 2018 года. Режиссёром сериала стал Томохито Нака, Иноуэ сам выступил в роли сценариста, дизайном персонажей занимался Ацуко Накадзима, а музыку написал Котаро Накагава. Swordgai: The Animation был создан студией LandQ Studios. Начальной темой стала Sadame Goto (яп. サダメゴト What is Predestined) Юто Уэмуры.
Вторая часть аниме вышла 30 июля 2018 года.
| 1 серия | 23 марта 2018 |
| Сёсидай, организация, собирающая проклятое оружие, находит легендарный демонический меч Золтгевинн, но администратор Миура оказывается зачарован этим мечом, берёт его в свои руки и обращается в бусому, устраивая хаос вокруг, а затем разыскивает и встречается лицом к лицу с бусомой огненного меча Фламберга, недавно также выслеженного Сёсидай. В другом месте проходит ритуал по усмирению меча Сирю, но он срывается и один из присутствующих берёт меч в свои руки и начинает убивать всех, кто попадается ему на пути, чтобы напоить его кровью. Среди убитых оказывает муж беременной женщины, которая подбирает упавший из его рук меч. Позже Амон Огата находит в лесу повесившуюся женщину и кричащего младенца, крепко удерживающего в руках проклятый меч Сирю. |               |
| 2 серия | 23 марта 2018 |
| Амон вырастил найденного мальчика вместе со своей дочерью и дал ему имя - Гай Огата. Теперь Гай является одним из подмастерьев Амона, но все еще не может отвести глаз от Сирю. В ходе ритуала по усмирению меча из-за снедаемого ревностью Тацуми, одного из учеников Амона, Гай теряет руку. Амон перековывает Сирю в механический протез. Наоки Мики, один из хризалидов Сёсидай, участвует в аукционе за проклятый меч Азот, чтобы выкупить его для организации. Там он знакомится с Маркусом Литосом, также желающим приобрести этот меч. Не сумев перебить ставку, Маркус нападает на Наоки по пути с аукциона, но хризалид легко раскидывает телохранителей, вот только на месте схватки появляется Миура.                                                                 |               |
| 3 серия | 23 марта 2018 |
| Получивший меч Азот Маркус пытается использовать его, чтобы заново начать ходить, но меч активируется, только ощутив злость Маркуса по отношению к его бывшей подруге и лучшему другу, собирающимся пожениться. Одержимый мечом, он врывается на их свадьбу, но на его пути встаёт Наоки. Маркус останавливается в последний момент перед тем, как убить девушку. Наоки приглашает его в Сёсидай. Гай продолжает бороться с голосом Сирю, требующим убийств. Тацуми чувствует себя обманутым Амоном, а потому нападает на Саяку, но оказывается остановлен Гаем. Чтобы получить возможность доказать-таки своё превосходство, он берёт в руки проклятое копьё Тонбокири и атакует Гая. Сила Гая частично пробуждается.                                                            |               |
| 4 серия | 23 марта 2018 |
| Маркус прибывает на базу Сёсидай. Ему рассказывают о кризалисах, бусомах и обладающем своей волей оружии, а затем вместе с Наоки помещают в сон. Миура нападает на тюрьму, убивая охрану и поглощая жажду крови заключенных. Тацуми становится бусомой и сражается с Гаем на улицах города. С вертолёта их замечают Сёсидай. Кёко Кагами пробуждает Сэйю Итидзё, чтобы отправить за ними. Гай возвращается домой, но оказывается ослаблен и его сознание регрессирует назад к детскому состоянию. |               |
| 5 серия | 23 марта 2018 |
| Амон встречается с Кигацу-саном и вместе они предполагают, что существует второй Сирю, лучший, чем тот, что был перекован для Гая. Похожий на Сирю меч приносят для заточки в мастерскую Фудзисидо, где мастеру приходится использовать всё своё мастерство, чтобы заточить меч, жаждущий крови. Саяка и всё ещё находящийся в регрессировавшем состоянии Гай отправляются на фестиваль. По пути из храма на них нападает бусома копья Тонбокири, но появившийся Сэйя спасает пару. После поражения Тацуми Сэйя замечает силу Гая и хочет протестировать его, чтобы выяснить хризалид он или бусома. Золтгевинн вновь сражается с Фламбергом и побеждает его. За их битвой наблюдают таинственные личности - Гриммс и Айдис.                                                      |               |
| 6 серия | 23 марта 2018 |
| Сэйю останавливает Кигацу-сан, а затем представитель Габи - конкурирующей организации, охотящийся на бусома, но использующих обычных людей, а не хризалидов. Бой между представителями двух организаций прерывает появление нового бусомы, чьи атаки заставляют Гая пробудиться, а после шакрамы приводят к тому, что Гай вновь вспоминает, сколько ему на деле лет. Вместе с Саякой он сбегает от Сэйи. Кигацу приводит Сэйю к Амону, где ему рассказывают легенду о Сирю. Вернувшемуся Гаю Сэйя обещает показать «мир, которуму он принадлежит», забирая его с собой в Сёсидай. |               |
| 7 серия | 23 марта 2018 |
| Сэйя останавливается в доме женщины по имени Кэй. Она была его возлюбленной, с которой он не виделся 16 лет, за которые она успела постареть. Он проводит с ней день, в конце которого она умирает. Мидорико, прогеймер и непобедимая чемпионка, участвует в чемпионате по файтингам, но ей уже давно надоели легкие победы. Атакованная фанатом, она берет в руки Фламберг. Гай в это время осматривается в городе, оставив Сэйю наедине с Кэй. Он пытается сразиться с Мидорико, но в последний момент оказывается спасен Сэйей. |               |
| 8 серия | 23 марта 2018 |
| Богатая вдова разыскивает сокровища пирата Тролла на дне океана, по слухам среди них должен быть мифический Молот Галлона. После нахождения золота членов команды убивают одно за другим, а вдова падает за борт. На дне она ходит Молот и берет его в свои руки. Иссэй - успешный стилист, но в его сердце горит желание встречи с женщиной с «самыми прекрасными волосами на свете», убившей его сестру. Однажды она приходит в его салон и рассказывает ему о легендарном мече Небестигма, утверждая, что скоро этот меч попадет к нему в руки. Собственно, она же и погружает этот меч в его тело, утверждая, что когда-нибудь Иссэй станет бусомой. На следующий день клиенткой Иссэя оказывается богатая вдова.                                                             |               |
| 9 серия | 23 марта 2018 |
| Наоки и Маркус отправляются на задание по поиску легендарного оружия фей - Хальберта. Девушка Наоки уже работает в нужной корпорации под прикрытием секретаря. |               |
| 10 серия | 23 марта 2018 |
| Саяка спрашивает Рамона о мотивах Гая. А Итидзё рассказывает Гаю о том, как он совладал с силой шакрама. |               |
| 11 серия | 23 марта 2018 |
| Гай наконец добирается до базы Сёсидай. Так как превращение Итидзё в бусому ускоряется, Кагами приказывает ему погрузиться в холодный сон. |               |
| 12 серия | 23 марта 2018 |
| Новое оружие Сёсидай не может противостоять Золтгевинну. Гай и Итидзё вступают в бой с Миурой. |               |

| 2 сезон    | 2 сезон      |
| Название   | Премьера     |
| ---------- | ------------ |
| «1 серия»  | 30 июля 2018 |
| «2 серия»  | 30 июля 2018 |
| «3 серия»  | 30 июля 2018 |
| «4 серия»  | 30 июля 2018 |
| «5 серия»  | 30 июля 2018 |
| «6 серия»  | 30 июля 2018 |
| «7 серия»  | 30 июля 2018 |
| «8 серия»  | 30 июля 2018 |
| «9 серия»  | 30 июля 2018 |
| «10 серия» | 30 июля 2018 |
| «11 серия» | 30 июля 2018 |
| «12 серия» | 30 июля 2018 |

## Критика
Критики отмечают несвязанный сюжет, за которым сложно следить. Действие часто переключается между различными событиями и сюжетными линиями, которые никак не связаны между собой. В аниме разворачивается множество дополнительных сюжетных линий, которые никак не связаны с главным героем. Восьмая серия вообще выбивается из повествования, так как в ней представлены две сюжетные линии, которые пересекаются в её конце, но так никогда и не оказываются связаны с чем-либо ещё в первом сезоне аниме.
Заглавному персонажу отводится очень мало времени. Он появляется в виде младенца лишь на последних кадрах первой серии. Сюжет вплоть до четвертой серии больше акцентируется на Маркусе, что, казалось бы, сделано для введения зрителя в мир произведения, но когда приходит время Гаю присоединиться к Сёсидай, все объяснения начинаются заново. Гай по сути является типичным подростком и антигероем, но, хотя такой типаж популярен, Гай лишён черт, которые могли бы сделать его привлекательным для зрителя. Он полон юношеского экзистенциального страха и нигилизма настолько, что на его фоне Сасукэ Утиха выглядит полным харизмы и очарования. Истории других персонажей, включая некоторых врагов, вызывают больше эмоций.
Впрочем, сама концепция, что одержимыми мечами могут владеть лишь крайне извращённые личности, приводит к тому, что персонажами становятся лишенные привлекательности мизантропы, постоянно занятые подавлением своего желания убить.
Самым лучшим моментом аниме, вызывающим больше всего эмоций, становится встреча Сэйи с его возлюбленной Кэй в седьмой серии. Так как Сэйя проводил годы в криогенном сне и не старел, тогда как Кэй жила обычной жизнью, во время этой встречи он ещё остается молодым, а она уже находится в престарелом возрасте. И если поначалу может показаться, что Кэй лишь потакает самообману старой женщины, желая потешить её, то прописанность персонажей в этом эпизоде довольно быстро делает очевидной искреннюю любовь между ними.
Во многом аниме напоминает сериалы 1980-х по количеству жестокости и насилия, в частности по отношению к женщинам. Оно ощущается во многом как Garo -Vanishing Line-, особенно учитывая общего создателя, но в отличие от Garo в Sword Gai насилие не несёт никакого другого смысла, кроме «крутости». Впрочем, выглядеть хорошо у аниме как раз получается, хотя качество изображения не выделяется, но цветовые гаммы хорошо задают настроение, а боевые сцены могут развлечь. Музыкальное сопровождение оказывается самой сильной технической стороной аниме, хотя начальная композиция легко забывается.
Последняя серия первого сезона оставила больше вопросов, чем ответов. С одной стороны, разрозненные сюжетные линии наконец были связаны вместе, хотя некоторые так и остались забытыми, с другой — сюжет не получает никакого завершения, это даже не открытый конец, аниме просто останавливается.
Второй сезон исправляет часть ошибок первого, но при этом добавляет новые и усугубляет остальные. Самым главным достижением является более цельный сюжет — персонажи больше взаимодействуют друг с другом, а ранее несвязанные линии начинают пересекаться, складываясь в цельную историю. Впрочем, это не означает, что течение этой истории не страдает от неожиданных рывков, как будто часть сцен была вырезана.
Улучшение сюжета не сделало главного героя более привлекательным, так что лучшие сцены опять разворачиваются, когда его нет. Никто из персонажей первой части не потерялся и не был забыт, получив продолжение своей истории.
Техническая сторона аниме всё также выглядит на уровне, а некоторые боевые сцены стоят того, чтобы их посмотреть. Смена цветовой схемы для передачи настроения все так же работает, тогда как анимация и дизайн не выделяются ни в плохом, ни в хорошем смысле. Музыкальное сопровождение всё также остается технически самой эффективной стороной аниме.